# Comtat de Kalawao

El comtat de Kalawao, als peus dels penyasegats.

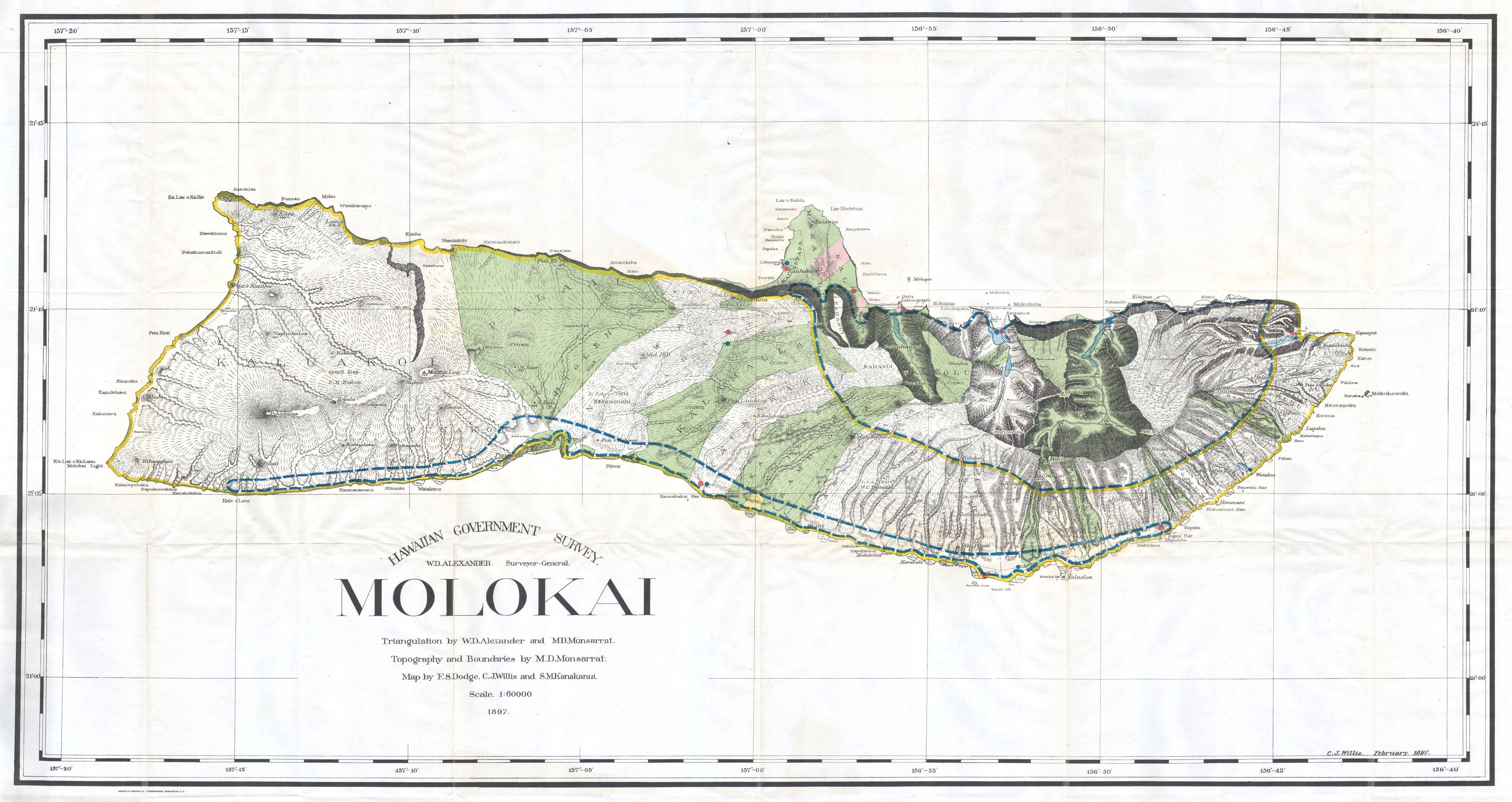
Mapa de Molokai de 1897 on es pot distingir, a la costa nord, la península de Kalaupapa.

El comtat de Kalawao és un dels cinc comtats en què s'organitza l'Estat de Hawaii. Té unes característiques molt peculiars que el converteixen, entre altres coses, en el comtat més petit dels Estats Units.

## Situació
El comtat només té una superfície terrestre de 34 km². Està situat a la península de Kalaupapa que és una llengua de terra que s'endinsa a l'oceà Pacífic a la costa nord de l'illa de Molokai. Està separat de la resta de l'illa per uns penyasegats de més de 1.000 m i només s'hi pot comunicar amb vaixell.

## Història
El 1866 el terreny va ésser escollit per a confinar-hi els malalts de lepra i aquesta funció va perdurar fins a 1969. Això va accentuar el seu aïllament. L'accés a la zona, encara avui en dia, és molt restringit.

## Població
El comtat no té estructura municipal i està administrat directament pel Departament de Salut de l'Estat de Hawaii. Només té un sheriff, escollit entre els residents.
A principis del segle XX va tenir més de 1.000 residents però, un cop desmantellades les seves funcions, va anar perdent població fins a menys de 90 el 2010. Els habitants actuals són antics pacients que tenen permís per residir-hi de per vida.

## Estadístiques
La seva superfície el converteix en el comtat més petit dels Estats Units i la seva població en el segon menys poblat després del de Loving, a Texas.